# Utsetela gabonensis
Utsetela gabonensis, grm iz porodice dudovki. Raste jedino u zapadnoj-središnjoj tropskoj Africi (Republika Kongo i Gabon).
Može i ne mora biti razgranat. Naraste od 0,6-2,5 m visine.